# Paratupua
Paratupua is een monotypisch geslacht van spinnen uit de  familie van de Synotaxidae.

## Soort
- Paratupua grayi